# Heidy Gasser
Heidy Gasser (* 12. Juni 1957 in Sarnen) ist eine Schweizer Schriftstellerin.

## Leben
Heidy Gasser wuchs in Lungern auf, besuchte die Sekundarschule, absolvierte eine Ausbildung zur Medizinischen Praxisassistentin und erlangte ein Deutschdiplom der Handelskammer. Sie lebte 20 Jahre im Kanton Zug, wo sie in einer Arztpraxis gearbeitet hat. Seit 2004 lebt sie wieder in Lungern.

## Werk
Gasser schreibt vor allem biographisch inspirierte Erzählungen, Kolumnen und Porträts für verschiedene Zeitungen und für Radio SRF (vormals Radio DRS), z. B. für die Reihe «Dorfplatz». Daneben schreibt sie auch Gedichte, Kurzgeschichten und Märchen in Hochdeutsch und im Dialekt ihres Heimatdorfs Lungern. Die Trilogie Saure Suppe, Das Mägdli und Schwarze Röcke trag ich nicht (1994–1997) behandelt das Leben ihrer Mutter, die 1950 aus der Steiermark nach Lungern kam.

## Schriften (Auswahl)
- Saure Suppe. Biographische Erzählung, Orte-Verlag, Zelg 1994, ISBN 3-85830-073-X.
- mit  Christof Hirtler (Fotografien), Marbeth Reif, Sabi Zurgilgen, Peter Ming, Hanspeter Niederberger (Texte): Menschenbilder. Portraits von Obwaldnerinnen und Obwaldnern. Landenberg Verlag, Sarnen 1992.
- Das Mägdli. Als Fremde in der Schweiz. Biographische Erzählung, Orte-Verlag, Zelg 1995, 2. Auflage 1996, ISBN 978-3-85830-076-8.
- Schwarze Röcke trag ich nicht. Orte-Verlag, Zelg 1997, ISBN 978-3-85830-086-7.
- mit Romano Cuonz: Einst in Obwalden. Fotografien erzählen Geschichten. Brunner, Kriens 1999.
- Menschen sind Welten. Porträts, Zuger Neujahrsblatt 2000, Zug 1999.
- Auf einem Landstück leben. Verlag M. Wallimann, Alpnach 2000.
- mit Werner Bucher, Viviane Egli und Daniele Muscionico: Z’frede see. Chapf-Köbi, einer der letzten sennischen Menschen. Orte-Verlag, Zelg 2002, ISBN 3-85830-119-1.
- Ein Bankraub. Bankengeschichte 3/11, Zug 2003.
- Das fünfte Zimmer. Zwölf geheimnisvolle Geschichten, Brunner, Kriens 2003.
- Mutter Helvetia. Brunner, Kriens 2004, ISBN 978-3-90519-878-2.
- mit Werner Bucher, Viviane Egli und Daniele Muscionico: Wo mini Stube isch, bin ich dehaime. Über das Burgfräulein vom «Yberg». Orte-Verlag, Zelg 2004, ISBN 3-85830-127-2.
- Hochspannung. Leben für die Kraftwerke Oberhasli. Brunner Medien, Edition Magma, Kriens 2005, ISBN 978-3037270011.
- Victorinox – die Messermacher von Ibach. 3. Band der Buchreihe «Innerschweiz auf dem Weg ins Heute» der Albert Koechlin Stiftung, 2009, ISBN 978-3-905446-07-4.[3]
- mit Elisabeth Blunschy-Steiner: Ein Leben für mehr soziale Gerechtigkeit. Albert-Koechlin-Stiftung AKS, Luzern 2010, ISBN 978-3-905446-09-8.
- Die Verführerin. bildfluss-Verlag, Altdorf 2019, ISBN 978-3-9524501-4-7.
- Geschichten Namen Orte. Mit Illustrationen von Anna Raselli. Herausgegeben vom Verein Kulturlandschaft – Landschaft und Kultur in Obwalden. Sarnen 2023.

## Auszeichnungen
Gasser erhielt im Jahr 2002 den Zentralschweizer Publikumspreis für Literatur. Weiterhin erhielt sie den Kulturpreis Sarnafil und Förderpreise des Kantons Obwalden und des Kantons Zug.